# Camera ardente

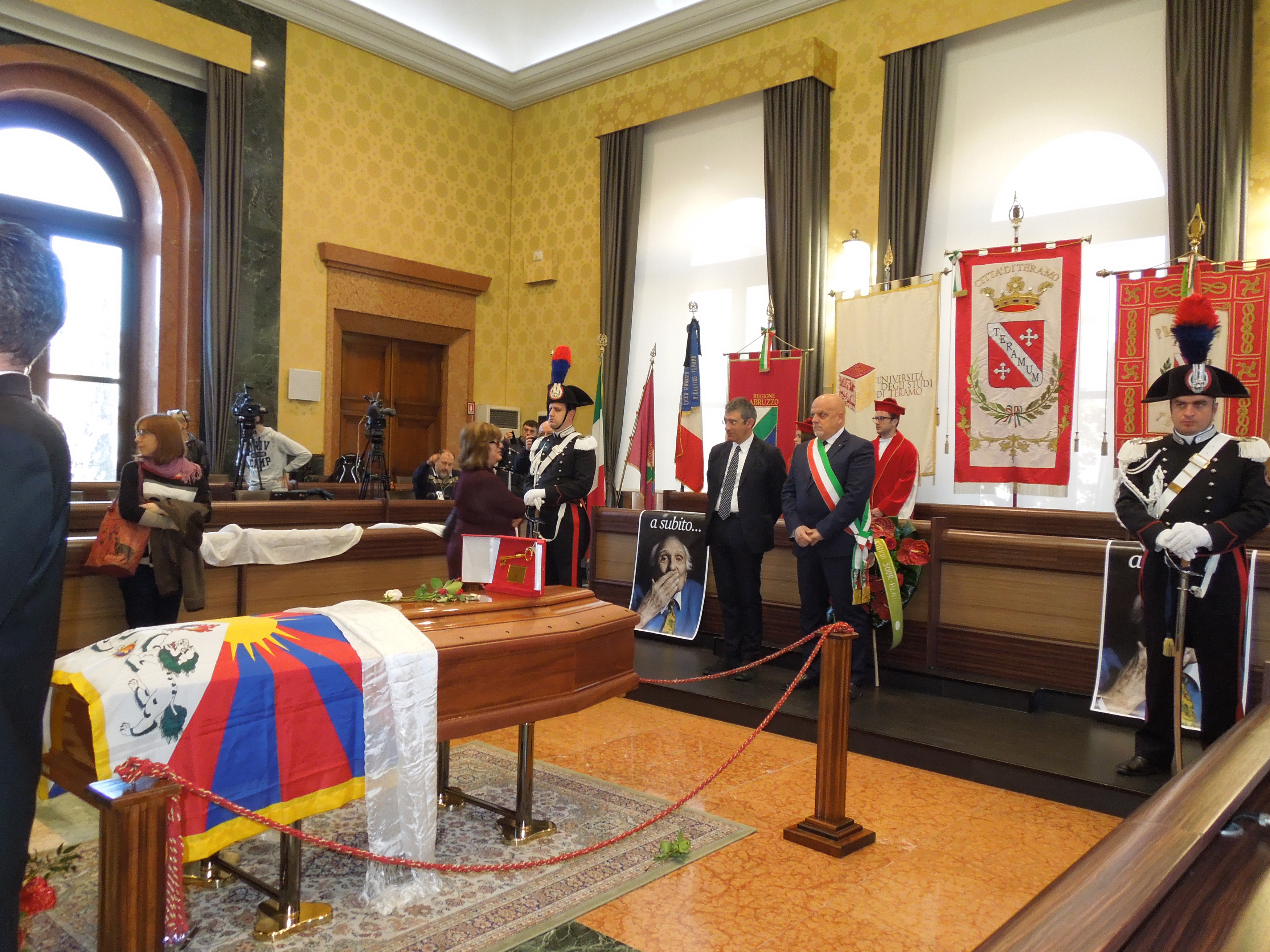
La camera ardente di Marco Pannella allestita in edificio civico

La camera ardente è un locale situato in abitazione privata o in edificio solenne (chiese, istituzioni civiche e cimiteri) dove avviene, secondo un'usanza risalente all'antica Roma e ripresa nella tradizione cattolica per poi convogliarsi anche in quella laica, la veglia funebre, che consiste nell'esposizione a parenti ed amici della salma prima della sua definitiva sepoltura per l'ultimo saluto, l'elogio funebre e la eventuale recita di preghiere. Non va confusa con la camera mortuaria, allestita in luogo pubblico (ad esempio in un ospedale dove avviene la morte) e con funzioni diverse. L'aggettivo "ardente" è da ricondurre all'antica usanza di collocare fiaccole e candele accese nel locale dove riposa la salma, secondo un allestimento atto a creare un ambiente raccolto ove accogliere le visite, con cavalletti o un catafalco o un tappeto per appoggiare la bara.